# ミッチェル田中
ミッチェル田中（ミッチェルたなか）は、日本の漫画家。東京出身・在住。漫画家のもたいみゆきは妻。

## 経歴・人物
2001年 田中充名義で『マガジンSPECIAL』（講談社）に2001年No.12〜2002年No.10まで「HOLLYWOOD ORANGE」連載。
その後は、主に『週刊少年チャンピオン』（秋田書店）に作品を発表。

モモ太という犬を飼っていた（2006年に他界-17歳）。歯と歯の間を掃除する糸（デンタルフロス）が無いと1日すら生きていけないらしい。相撲が好きらしい。

## 作品リスト
- HOLLYWOOD ORANGE （マガジンSPECIAL 2001年 - 2002年）全1巻 ISBN 4-06-363163-X
- 2004年/16号・読み切り「コスプレ刑事」
- 絶対解決まぐれ君 （週刊少年チャンピオン 2005年）単行本未発売
- ヤンキーフィギュア （週刊少年チャンピオン 2006年 - 2008年）全6巻
- ミッチェル田中の美少女探訪（週刊少年チャンピオン 2010年）
  - 小池里奈編
  - 大島麻衣編
- 三毛猫ホームズの温泉旅行（サスペリアミステリー 2010年）
- シャーロック・ホームズ　五つのオレンジの種（サスペリアミステリー 2011年）
- 城崎にて、死（サスペリアミステリー 2011年）
- ニボシ君の変態 （月刊少年チャンピオン 2013年2月号 - 2016年4月号）